# Consiglio locale (Israele)
I consigli locali (in ebraico: מוֹעָצוֹת מְקוֹמִיּוֹת Mo'atzot Mekomiot (מועצות מקומיות; al singolare: in ebraico: מוֹעָצָה מְקוֹמִית Mo'atza Mekomit (מועצה מקומית) sono uno dei tre tipi di ente locale in Israele (gli altri due sono città e consigli regionali). Nel paese ne esistono 265.
I consigli locali non vanno confusi con i comitati locali, che sono entità amministrative di rango inferiore.

## Storia
Lo status di consiglio locale è determinato dal superamento di una soglia minima, sufficiente a giustificare l'operatività come unità municipali indipendenti, sebbene non abbastanza grande da consentire la dichiarazione dello status di città. In generale, questo vale per tutti gli insediamenti di oltre 2.000 persone.
Il Ministro degli interni israeliano ha l'autorità di decidere se una località è adatta a diventare un consiglio comunale (cioè una città), ma dovrebbe tenere conto della volontà dei residenti, che potrebbero desiderare che la località rimanga un consiglio locale anche dopo aver raggiunto i requisiti per una città (ad esempio Ramat HaSharon non è diventata città fino al 2002 per la volontà dei suoi abitanti di voler preservarne  l'immagine di piccola città) o una parte di un consiglio regionale, pur avendo raggiunto i criteri per uno locale. Anche i consigli locali hanno un ruolo importante nella pianificazione urbana.
L'Unione delle autorità locali è un'associazione che riunisce i consigli locali del paese. Il sindacato rappresenta i consigli locali nei confronti del governo nazionale. Fu fondata nel 1938, sotto il Mandato britannico, come Lega dei consigli locali.